# Arkivalier
Arkivalier är arkivhandlingar, urkunder.

## Definition
Arkivalier är beteckning på en samling  urkunder och handlingar av olika slag. Arkivalier kan bestå av brev, skrivelser, protokoll, räkenskaper, o.s.v. som förvaras i offentliga eller privata arkiv.

## Handhavande
I svenska Riksarkivet förvaras i första hand arkivalier från regering, riksdag och de centrala ämbetsverken. Kommuner och landsting är självständigt ansvariga för sina arkiv. De regionala och lokala statliga arkiven samlas i landets olika landsarkiv i Uppsala, Lund, Vadstena, Göteborg, Härnösand, Visby och Östersund samt i stadsarkiv i Stockholm, Malmö och Värmlandsarkiv. Arkiv från den privata företagssektorn förvaras ofta på näringslivsarkiv, exempelvis Centrum för Näringslivshistoria, Hallands Näringslivsarkiv och Skånes Näringslivsarkiv.